# Чемпіонат Франції з футболу 1927
Чемпіонат Франції з футболу 1926—1927 — перший розіграш аматорського національного чемпіонату, проведеного Французькою футбольною федерацією. Участь у змаганнях брали дванадцять переможців регіональних чемпіонатів, які були поділені на три дивізіони — дивізіон Досконалості (фр. la Division d'excellence), дивізіон Честі (фр. la Division d'honneur) та дивізіон Підвищення (фр. la Division promotion).
Переможцем вищого дивізіону став паризький клуб «Серкль Атлетік».

## Історія
З моменту створення Французької футбольної федерації з 1920 року у Франції не проводився загальнонаціональний чемпіонат, клуби грали лише у регіональних лігах, а також у Кубку Франції. ФФФ вирішило відновити практику визначення чемпіона Франції і 1927 року пройшов перший чемпіонат країни під егідою ФФФ. У турнірі взяли участь дванадцять переможців регіональних чемпіонатів.

## Дивізіон Досконалості

### Учасники
| Клуб                | Регіональна ліга |
| ------------------- | ---------------- |
| «Ам'єн»             | Північ           |
| СК «Бастідьєнн»     | Південний-Захід  |
| «Олімпік» (Марсель) | Південний-Схід   |
| СА (Париж)          | Париж            |
| «Руан»              | Нормандія        |

### Турнірна таблиця
| М  | Команда             | І | В | Н | П | МЗ | МП | РМ | О |
| -- | ------------------- | - | - | - | - | -- | -- | -- | - |
| 1. | СА (Париж)          | 4 | 2 | 2 | 0 | 9  | 5  | +4 | 6 |
| 2. | «Ам'єн»             | 4 | 2 | 1 | 1 | 8  | 6  | +2 | 5 |
| 3. | «Олімпік» (Марсель) | 4 | 1 | 2 | 1 | 8  | 6  | +2 | 4 |
| 4. | «Бастідьєнн»        | 4 | 1 | 1 | 2 | 8  | 12 | −4 | 3 |
| 5. | «Руан»              | 4 | 0 | 2 | 2 | 2  | 6  | −4 | 2 |

### Матчі
- 1 тур, 10 квітня, СА (Париж) — «Марсель» — 1:1 (Ланжіє[2], 75 — Боє, 44)[3]
- 1 тур, 10 квітня, «Бастідьєнн» — «Руан» — 1:1
- 2 тур, 1 травня, «Ам'єн» — СА (Париж) — 1:1 (П'єруччі — Контьє)
- 2 тур, 1 травня, «Марсель» — «Бастідьєнн» — 5:2 (Боє-3, Крю, Девакез — Брусі, Апаріччі)[4]
- 3 тур, 8 травня, «Бастідьєнн» — «Ам'єн» — 3:1 (Грос, Ж.Апарель, Ф.Апарель — П'єруччі)
- 4 тур, 15 травня, «Ам'єн» — «Руан» — 3:0 (Тен-2, П'єруччі)
- 4 тур, 15 травня, СА (Париж) — «Бастідьєнн» — 5:2
- 5 тур, 29 травня, «Марсель» — «Ам'єн» — 2:3 (Боє, Дюран — Алкосель, Томпсон, П'єруччі[5])
- 5 тур, 29 травня, «Руан» — СА (Париж) — 1:2 (Деймаре[6] — Ланжіє-2)
- 3 тур, 19 червня, «Руан» — «Марсель» — 0:0

### Склад чемпіона
Орієнтовний склад команди «Серкль Атлетік» (Париж):
| Воротар: Арман Блан. Захисники: Жан Фідон, Ольтер, Реньє. Півзахисники: Рене Контьє, Жорж Мулін, Жан Лоран. Нападники: Марсель Ланжіє, Жорж Овре, Жорж Клізер, Ролан Маю, Лебуланже, Моан, Болью, Лузія |

## Дивізіон Честі

### Учасники
| Клуб         | Регіональна ліга      |
| ------------ | --------------------- |
| «Мец»        | Лотарингія            |
| СК «Реймс»   | Північний Схід        |
| «Сан-Шамон»  | Ліонне                |
| «Страсбур»   | Ельзас                |
| «Валантіньє» | Бургундія-Франш-Конте |

### Турнірна таблиця
| М  | Команда      | І | В | Н | П | МЗ | МП | РМ | О |
| -- | ------------ | - | - | - | - | -- | -- | -- | - |
| 1. | «Валантіньє» | 4 | 3 | 1 | 0 | 13 | 5  | +8 | 7 |
| 2. | «Мец»        | 4 | 3 | 0 | 1 | 9  | 8  | +1 | 6 |
| 3. | «Страсбур»   | 4 | 2 | 0 | 2 | 12 | 10 | +2 | 4 |
| 4. | «Реймс»      | 4 | 1 | 1 | 2 | 3  | 7  | −4 | 3 |
| 5. | «Сан-Шамон»  | 4 | 0 | 0 | 4 | 7  | 15 | −8 | 0 |

## Дивізіон Підвищення
В даному дивізіоні виступало лише дві команди: переможець ліги Центр АС «Дю Сантр Тур» і переможець ліги Овернь — АС «Кламсікоз».
Перемогу здобула команда «Дю Сантр Тур».